# Eupholus azureus
Espèce
Eupholus azureus est une espèce d'insectes coléoptères phytophages du genre Eupholus (charançon bleu) originaire de Papouasie-Nouvelle-Guinée, notamment de la région de Finschhafen.

## Description
Eupholus azureus est de couleur turquoise légèrement mouchetée de noir avec deux bandes noires transversales (l'une est plus marquée) sur la partie postérieure des élytres. Ceux-ci sont plus larges que le thorax (pronotum) et se terminent en pointe à l'apex. Ses pattes sont bleu azur, les jointures étant presque noires, tandis que le dessous des tarses est foncé. Les petites massues au bout des antennes sont distinctes et noires. Les articles des antennes, du deuxième au huitième, sont recouverts de minuscules poils blancs sensoriels.
Cette espèce est caractérisée par un certain dimorphisme, les mâles ayant un pronotum plus largement bombé et conique que les femelles